# Ed Reimers
Edwin W. Reimers (Moline (Illinois), 26 de octubre de 1912 –  Saratoga Springs (Nueva York), 16 de agosto de 2009) fue un actor estadounidense, que trabajó sobre todo en la década de los 50 y 60.

## Biografía
Reimers comenzó como anunciante de publicidad de radio en la década de los 30, trabajando en la emisora KTTV de Los Ángeles.
Después de servir en los Marines en el Pacífico durante la Segunda Guerra Mundial, Reimers empezó a ser el narrador de los primeros capítulos de la serie Crusader de Brian Keith, que salió en el aire en CBS de 1955 a 1956  fue unas de las voces anunciantes del concurso televisivo Pantomime Quiz.: 808 
Reimers fue también la voz original de Do You Trust Your Wife? cuando presentaba Edgar Bergen pero fue sustituido por Bob LeMond en otoño de 1956. En televisión, apareció como el Almirante Fitzpatrick en 1967 en el episodio "The Trouble with Tribbles" de Star Trek: la serie original y también repitió este papel a través de imágenes de archivo en el episodio "Trials and Tribble-ations" de Star Trek: Deep Space Nine.
Reimers es también conocido en Estados Unidos por ser la voz de Allstate en la serie de anuncios de la marca. Reimers fue la voz entre 1957 y 1979.